# Trepada Alta
Trepada Alta es un paraje de la sección El Centro, municipio Sabana de la Mar, provincia Hato Mayor, República Dominicana.
Los terrenos de Trepada Alta tienen una extensión territorial de 139.51 km² lo que representa el 10.50% de los terrenos de la provincia Hato Mayor, siendo este paraje el más grande de toda la provincia.
Limita al norte con la Bahía de Samaná; al sur con los parajes La Hacienda María, Laguna Colorada, La Deseada y Palma Lisa, provincia Monte Plata; al este con los parajes Arroyón, Los Cacaítos, Loma Clara, Arroyo de Agua y Llanada Grande, provincia Hato Mayor; y al oeste los parajes Caba y Río Naranjo Arriba, provincia Samaná.
En sus terrenos se encuentran enclavado el Parque nacional Los Haitises y veintitrés islotes en toda su costa, en donde se pueden observar el Gavilán (Buteo ridgwayi) y la Lechuza Caraceniza (Tyto glaucops). Además de que es una abundante zona de ámbar.